# Gia cầm

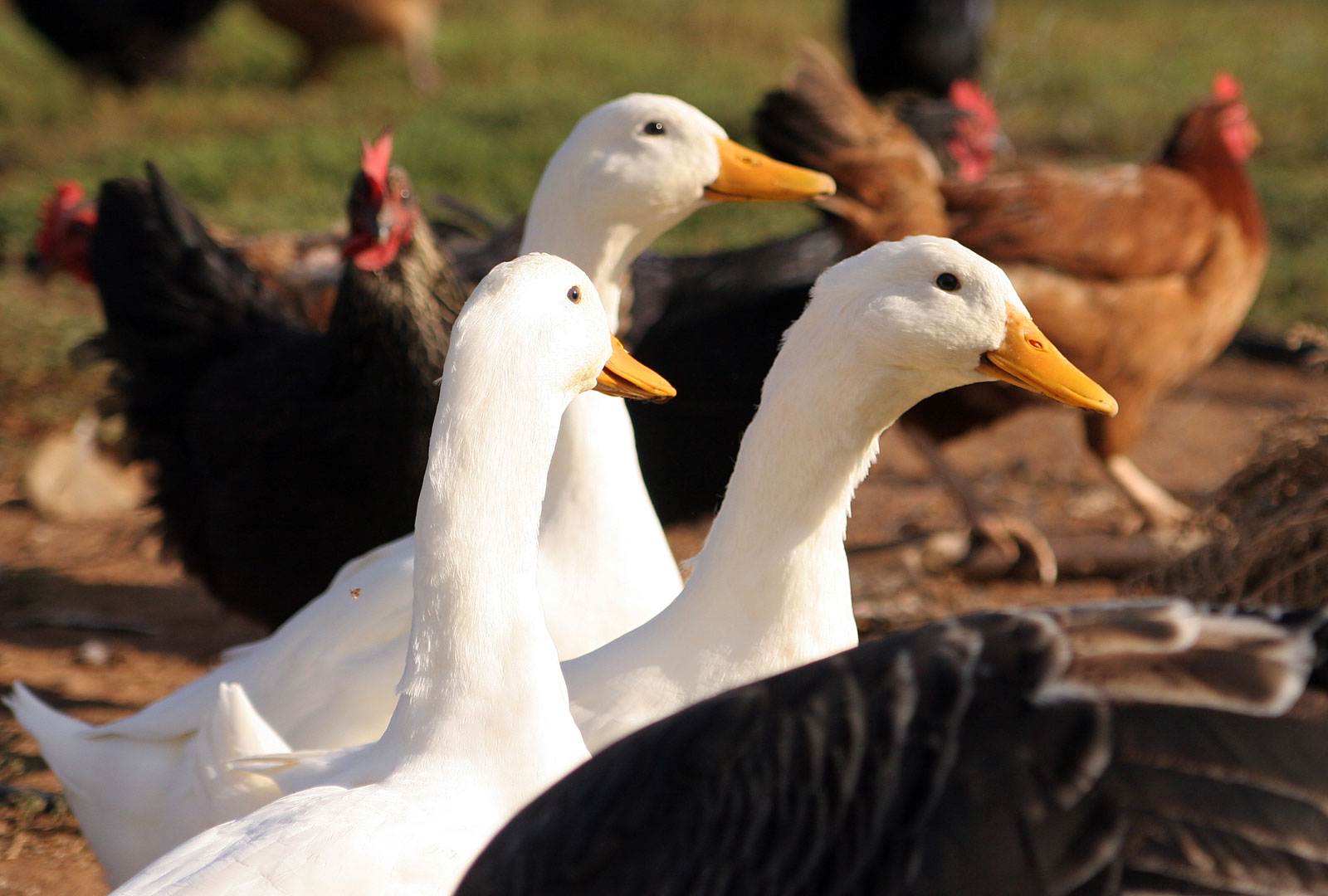
Gà và vịt, hai loài gia cầm phổ biến

Gia cầm là tên gọi chỉ chung cho các loài động vật có hai chân, có lông vũ, thuộc nhóm động vật có cánh được con người nuôi giữ, nhân giống nhằm mục đích sản xuất trứng, lấy thịt hay lông vũ. Những loài gia cầm điển hình gồm gà, vịt, ngan, ngỗng. Các loài gia cầm có khả năng bơi, ưa thích sống trong môi trường nước thường được gọi là thủy cầm. Gia cầm cũng bao gồm các loài chim khác bị giết để lấy thịt, chẳng hạn như chim bồ câu, chim cút hoặc dùng là vật cảnh, giải trí như gà lôi hay gà chọi.
Gia cầm là loài cho sản phẩm thịt làm thực phẩm cho con người phổ biến nhất trên thế giới, chiếm khoảng 30% sản phẩm thịt trên toàn thế giới, đặc biệt là thịt gà (đứng đầu vẫn là thịt lợn với 38%). Một số loại gia cầm thông dụng như: Gà: Gồm có gà tây nhà, gà ta, gà ri, gà sao, gà ác, gà Tam hoàng, gà Đông Tảo, gà Tò, gà Sultan, các loại vịt, vịt cỏ, vịt bầu, vịt Xiêm, ngan bướu mũi, chim cút, ngỗng...

## Các loài

### Gà nhà
Gà nhà được thuần hóa từ gà rừng, là một loài gia cầm quan trọng bậc nhất, phổ biến nhất trên thế giới. Gà được nuôi chủ yếu để lấy thịt gà và trứng gà, là phương tiện báo thức ở nông thôn ngoài ra còn các sản phẩm khác như lông gà, phục vụ cho đá gà, và làm cảnh. Trong ngành công nghiệp gia cầm có trên 50 tỷ con gà được nuôi hàng năm để làm thực phẩm, trứng và thịt như là một nguồn thực phẩm quan trọng và đóng góp rất lớn cho nền kinh tế. Gà sống khoảng sáu năm hay hơn, tuy nhiên gà nuôi lấy thịt thông thường chỉ mất sáu tuần là đạt được kích cỡ giết thịt. Gà nuôi thả vườn hay gà nuôi bằng thực phẩm hữu cơ thường bị giết mổ khi đạt 14 tuần tuổi. Một số giống gà có thể đẻ 300 trứng/năm; sách Kỷ lục Guinness 2011 dẫn ra kỷ lục gà đẻ 371 trứng trong 364 ngày.Khả năng đẻ trứng của gà lấy trứng bắt đầu giảm sau 12 tháng. Gà mái - đặc biệt là những con được nuôi trong hệ thống lồng nối tiếp nhau - rụng đáng kể lông và tuổi thọ sụt giảm từ bảy năm xuống dưới hai năm.

### Gà tây nhà
Gà tây nhà có nguồn gốc từ các loại gà tây rừng. Nuôi gà tây nhà nhằm mục đích cung cấp thịt gà tây. Ở Mỹ, thịt gà tây đã trở thành món ăn không thể thiếu trên bàn ăn của mỗi gia đình Mỹ dịp lễ Tạ ơn hay Giáng sinh, thịt gà tây là thực đơn chính cho cả hai dịp này. Riêng lễ Tạ ơn có hơn 46 triệu con gà phải nằm trên bàn ăn của các gia đình Mỹ, có đến 88% người Mỹ ăn gà tây vào dịp lễ Tạ ơn. Gà tây rất dễ nuôi. Nó hiền lành và chăm kiếm mồi. Món ưa thích của gà tây lại là cỏ. Gà tây ăn nhiều loại cỏ, lá khác nhau. Nó cũng ăn ngũ cốc, đậu đỗ, cám bã. Ngoài ra, nó ăn tới 30-40% là rau xanh, cỏ lác. Vì vậy, người nuôi gà tây thường chăn thả trên những bãi cỏ, những cánh đồng hoặc nuôi nhốt trong những sân chơi rộng.

### Gà sao nhà
Gà sao nhà là loại gia cầm được thuần hóa từ gà sao trong tự nhiên chúng thuộc lớp Aves, bộ Điểu cầm, họ Phasiani, giống Numidiae. Gà sao nhà đã được thuần hóa để lấy thịt và đây cũng là loại thịt được ưa chuộng trên thị trường với chất lượng thịt thơm ngon. Chúng có nhiều ưu điểm như sức sống cao, ít bệnh tật, hao hụt không đáng kể, với tỉ lệ sống bình quân đạt 95,6%. Gà sao có sức đề kháng cao, thích nghi rộng với nhiều vùng sinh thái và là loài dễ nuôi, có thể nuôi nhốt hoặc nuôi thả vườn. Tuy có sự khác biệt giữa các dòng, trong đó cao nhất (98%) và thấp nhất (92%), nhìn chung thì tỷ lệ sống của gà sao cao hơn so với các giống gà thả vườn. Tuy sức đề kháng mạnh, nhưng nếu không phòng và chăm sóc kỹ thì gà sao vẫn bị một số bệnh, trong đó đáng chú ý nhất là bệnh nấm mỏ két, dù có điều trị tốt thì tỉ lệ khỏi cũng không quá 10%.

### Vịt nhà
Vịt nhà được chăn nuôi tại nhiều nước Đông Nam Á khoảng vài ngàn năm trước, trong đó có Việt Nam. Vịt có rất nhiều giá trị kinh tế, chúng cung cấp cho con người thịt vịt, trứng, lông. Ngoài ra, vịt còn được dùng để nuôi nhốt như một loài chim kiểng, hay phục vụ các màn xiếc trong Sở thú. Hầu hết các loài vịt đều được thuần hóa từ loài vịt cổ xanh (Anas platyrhynchos) ở vùng Mallard. Nhiều loài vịt ngày nay có kích cỡ lớn hơn so với thủy tổ của chúng (chiều dài từ cổ đến đuôi của chúng vào khoảng 12 inch tức khoảng 30 cm). Năm 2002, theo báo cáo của Tổ chức Lương - Nông Thế giới (FAO), Trung Quốc là thị trường tiêu thụ vịt dẫn đầu thế giới, kế đến là Việt Nam và các quốc gia Đông Nam Á khác.

### Ngan
Ngan nhà và Ngan bướu mũi đã được thuần hóa từ nhiều thế kỷ trước. Thịt ngan cũng được ưa chuộng hơn so với phần lớn thịt từ các giống vịt nhà (có lẽ là hậu duệ đã thuần hóa của vịt cổ xanh) do nạc hơn, chứ không chứa nhiều mỡ như thịt vịt, độ nạc và mềm của thịt ngan có thể so sánh với thịt bê. Các giống ngan thuần hóa thường có các đặc trưng bộ lông khác với của ngan hoang. Loại ngan có lông trắng thích hợp cho sản xuất thịt. Ngan mái nặng khoảng 2–5 kg (5-10 pao); ngan trống nặng khoảng 5–8 kg (10-17 pao). Ngan thuần hóa có thể sinh sản tới 3 lần mỗi năm. Một số ngan nuôi đã thoát ra ngoài hoang dã và hiện tại sinh đẻ ngoài khu vực bản địa của chúng, như ở Tây Âu và Hoa Kỳ.

### Ngỗng

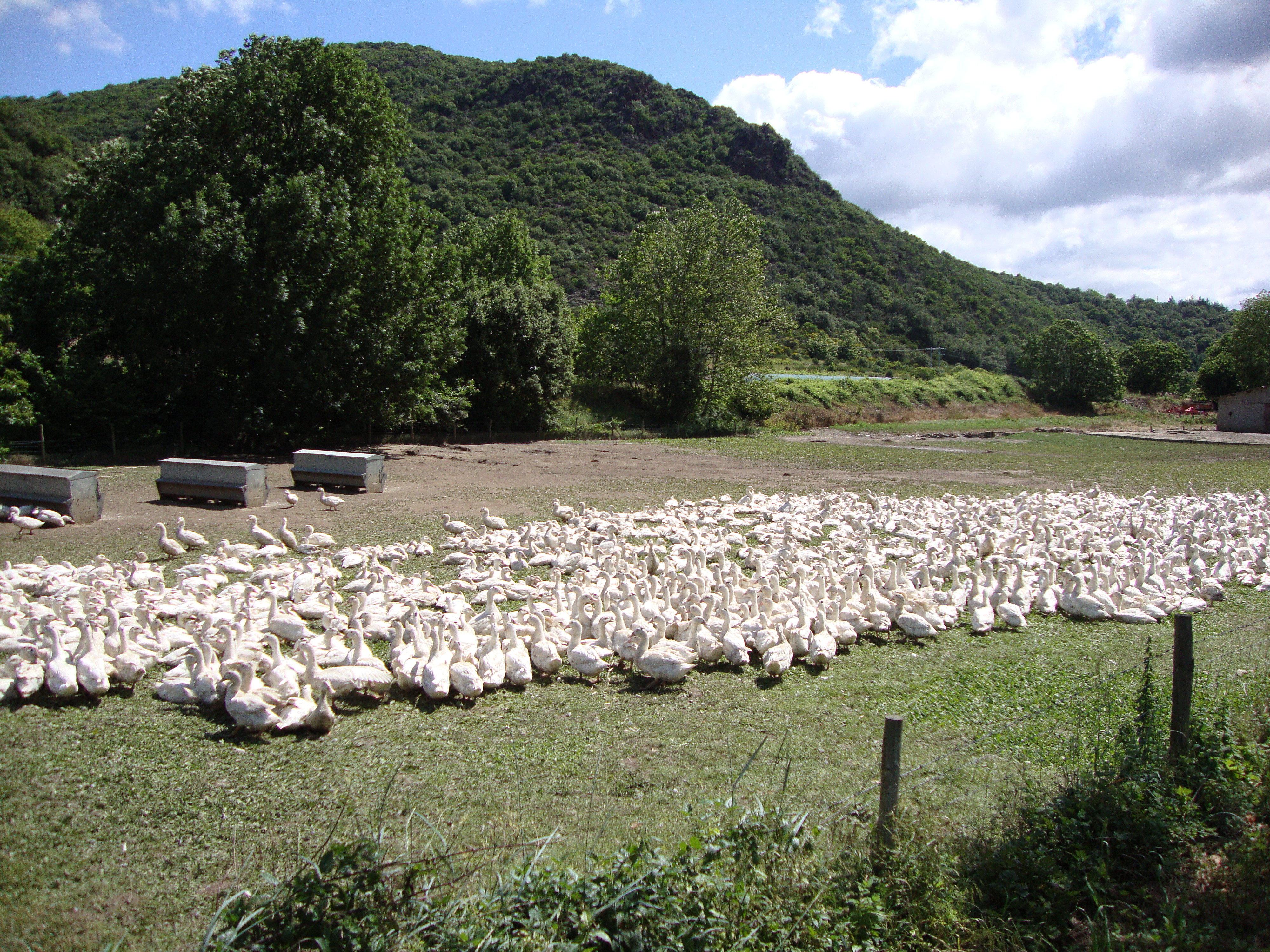
Ngỗng chăn nuôi thả vườn ở Saint-Gervais-sur-Mare, Pháp

Ngỗng nhà là loại gia cầm dễ nuôi, hay ăn, chóng lớn, ít mắc bệnh. Nuôi ngỗng có nhiều thuận lợi với đặc thù của ngỗng là có thể sử dụng rất hiệu quả thức ăn xanh. Con ngỗng được ví như một cỗ máy xén cỏ, khả năng vặt cỏ của ngỗng tốt hơn bò, ngỗng có thể vặt tận gốc cây cỏ, cả phần củ rễ, ngỗng ăn tạp các loại cỏ và không chê cỏ non, cỏ già, cỏ dại từ cỏ tranh đến lục bình ngỗng đều ăn được. Ngỗng chỉ ăn cỏ, ăn rau là chính, ít dùng lương thực. Nuôi trong 4-8 tháng ngỗng đã cho thu hoạch 4–7 kg. Có nhiều giống ngỗng như ngỗng trắng, ngỗng xám vằn, loại chân thấp, chân cao.

### Bồ câu nhà
Bồ câu nhà được nuôi tại nhiều nước để lấy thịt bồ câu đây là loài tương đối dễ nuôi. Nuôi chim bồ câu không đòi hỏi kỹ thuật chăm sóc, chi phí cao mà hiệu quả nhanh. Chim bồ câu siêu thịt, có thể nặng từ 1,2 kg trở lên, dễ nuôi, nhanh lớn, ít bệnh, sinh sản tốt. Một số giống bồ câu nhà có thể tận dụng từ sản phẩm nông nghiệp dư thừa như: đậu nành xấu, ngô, lõi ngô, rau cỏ đem nghiền thành cám viên cho chim bồ câu ăn. Chim bồ câu nhà đòi hỏi chuồng nuôi thoáng mát. Chim bồ câu rất nhạy cảm với ánh sáng. Sự đẻ trứng chỉ phụ thuộc vào một phần ánh sáng nhưng sự ấp trứng lại phụ thuộc chặt chẽ vào yếu tố ánh sáng. Bản năng ấp trứng của bồ câu phụ thuộc vào thời gian chiếu sáng ban ngày tối thiểu là 13 giờ.